# مسجد جامع درخش
مسجد جامع درخش مربوط به دوره صفوی است و در شهرستان درمیان، بخش قهستان، روستای درخش واقع شده و این اثر در تاریخ ۲۹ تیر ۱۳۷۷ با شمارهٔ ثبت ۲۰۶۶ به‌عنوان یکی از آثار ملی ایران به ثبت رسیده است.